# NGC 1879
NGC 1879 est une galaxie spirale barrée de type magellanique située dans la constellation de la Colombe. NGC 1879 a été découverte par l'astronome britannique John Herschel en 1835.

## Caractéristiques
Sa vitesse par rapport au fond diffus cosmologique est de 1 274 ± 5 km/s, ce qui correspond à une distance de Hubble de 18,8 ± 1,3 Mpc (∼61,3 millions d'al).
À ce jour, une dizaine de mesures non basées sur le décalage vers le rouge (redshift) donnent une distance de 19,300 ± 4,325 Mpc (∼62,9 millions d'al), ce qui est à l'intérieur des valeurs de la distance de Hubble.
La classe de luminosité de NGC 1879 est V et elle présente une large raie HI.
En raison d'une brillance de surface égale à 14,37 mag/am2, on peut qualifier NGC 1879 de galaxie à faible brillance de surface (LSB en anglais pour low surface brightness). Les galaxies LSB sont des galaxies diffuses (D) avec une brillance de surface inférieure de moins d'une magnitude à celle du ciel nocturne ambiant.